# NGC 6910
NGC 6910 ist ein offener Sternhaufen vom Trumpler-Typ I2p im Sternbild Schwan.
Entdeckt wurde das Objekt am 17. Oktober 1786 von Wilhelm Herschel.